# فرقة الفنون الشعبية الفلسطينية
فرقة الفنون الشعبية الفلسطينية هي فرقة فنية مستقلة وغير ربحية تعتبر رائدة للرقص الشعبي الفلسطيني أسست عام 1979 بفضل مجموعة من الفنانين والفنانات المتطوعين. قدمت الفرقة أكثر من 1000 عرض محليا ودوليا، وأنتجت 12 عملا فنيا راقصا بالإضافة لعشرات اللوحات، كما حصدت طيلة مسيرتها العديد من الجوائز والشهادات التقديرية المتميزة في جملة من المهرجانات والمحافل المحلية والدولية.

## البدايات
أسست فرقة الفنون عام 1979 بجهود مجموعة من الشباب والشابات المبدعين والواعدين والذين كانت تدفعهم منذ اللحظات الأولى اهتماماتهم بحماية الفولكلور الفلسطيني من الضياع والاندثار والعمل على ترسيخ العلاقة بين التراث الشعبي والجمهور الفلسطيني في مواقعه المختلفه وتعريف العالم بمدى التجذر الفلسطيني في حضارته وتاريخه وصلته بالمكان. ومنذ البداية، عملت هذه المجموعة على تقديم أشكال الفن الشعبي الفلسطيني من موسيقى ورقص، بأسلوب مميز فكان أول ظهور للمجموعة في مهرجان للدبكة في جامعة بيرزيت عام 1979، والذي تم بعده إطلاق اسم «فرقة الفنون الشعبية الفلسطينية».
```
تطور عمل الفرقة في أوائل الثمانيات في نفس الاتجاه وانضم اليها المزيد من الأعضاء الواعين لأهمية الصراع ضد الاحتلال من خلال 
الثقافة
 والفنون فجاءت عروضها المتتالية «لوحات فلكلورية» «وادي التفاح 1984» و«مشعل 1986» «وأفراح فلسطينية 1987» لتحمل رسائل جمالية وسياسية في آن واحد لجمهور فلسطيني واسع لم يسبق له أن التف حول أي من الفرق التي برزت وانتهت في فترة السبعينيات والثمانينات.
```

لعبت الفنون خلالها دوراً مميزاً في إحياء التراث الموسيقي والراقص. وتكمن أهمية هذا الدور في الاحتفال السنوي بيوم التراث الفلسطيني، والذي بادرت لإطلاقه «الفنون» في العام 1986، كما لعبت فرقة الفنون الدور المحوري في تأسيس مركز الفن الشعبي سنة 1987، وهو مؤسسة تهدف لرفع الوعي الثقافي والفني في المجتمع ولإتاحة الفرص للمشاركة في النشاطات الفنية وفي أشكال التعبير الفني المبدع.
حققت الفنون شعبية لم يسبق لها مثيل بين الفلسطينيين في الوطن كما في الشتات، وباتت أغانيها ورقصاتها يشدوها الفلسطينيون أو يرقصونها في بيوتهم ومدارسهم ومناسباتهم الاجتماعية. واستمرت الفرقة في عطائها ليمر عليها مئات الأعضاء في كافة التخصصات ومن كافة الخلفيات الاجتماعية، فأضحت الفنون منزلهم الثاني ومجتمعهم المصغر يلتقي به اليوم أجيال مختلفة من راقصين وإداريين ومتطوعين، تجمعهم روح الانتماء إلى الوطن والإيمان بالفرقة ورؤيتها الابداعية، وهو أحد أهم أسرار استمرار فرقة الفنون منذ 35 عاما.

## الرؤية الفنية
فرقة الفنون الشعبية الفلسطينية فرقة غنائية راقصة تستلهم التراث الفني الإنساني عموماً والتراث الشعبي العربي-الفلسطيني خصوصاً،
لبناء أعمال فنية فلكلورية ومعاصرة تعبر عن مشاعر وأحاسيس مبدعيها وتساهم في إحداث التغيير في الإنسان والمجتمع من خلال ممارسة فنية جمالية.

## الجوائز
1- حازت الفنون على تكريم خاص من وزارة الثقافة الفلسطينية بيوم الثقافة الوطني تقديراً لجهودها واعتزازاً بدورها الريادي في الثقافة الوطنية بالعام 2015.
2- شهادة ودرع تقدير منحت لفرقة الفنون «تقديراً لجهودها في خدمة الفن والتراث الفلسطيني» في مؤتمر التراث الخامس لعام 2013 الذي تنظمه جامعة النجاح الوطنية.
3- حازت فرقة الفنون على جائزة ياسر عرفات للإنجاز للعام 2011 «تقديرا لدورها البارز في الحفاظ على الهوية الثقافية الوطنية واستلهام التراث الشعبي في بناء أعمال فنية معاصرة».
4-حازت فرقة الفنون على «جائزة فلسطين الدولية للتميز والإبداع» لعام 2010 لتميزها في الأداء الفني والفلكلوري المقدمة من شركة الاتصالات الفلسطينية للتنمية المجتمعية.
5- حاز فيلم «إنقاذ عاطفي» للفنون مع المخرجة الألمانية هيلينا ولدمان على جائزة خاصة من مهرجان الجزيرة الدولي للإنتاج التلفزيوني الثاني «لتفرده بالشكل الفني المتميز في تعبيره عن معاناة الشعب الفلسطيني» قطر 2006.
6- حازت فرقة الفنون على جائزة فلسطين للتراث الشعبي لعام 97 عن عملها «زغاريد» المقدمة من وزارة الثقافة الفلسطينية.
7- حازت الفرقة على جائزة الشهيد نوح إبراهيم المقدمة من اللجنة الأردنية الفلسطينية لرعاية التراث الشعبي الفلسطيني عام 89.
8- عشرة جوائز للمراتب الأولى في الأعوام 79 حتى 86 على التوالي في مسابقات الدبكة الشعبية.